# Веймут (Дорсет)
Веймут (англ. Weymouth) — приморське місто в графстві Дорсет, на узбережжі Ла-Маншу в Англії. Розташований у захищеній затоці в гирлі річки Вей, за 11 кілометрів (7 миль) на південь від окружного міста Дорчестер, станом на 2018 рік Веймут мав населення 53 068 осіб. Це третє за величиною поселення в Дорсеті після Борнмута та Пула.
Сучасне місто Веймут виникло з двох невеликих поселень по обидва боки річки Вей, які згодом перетворилися на два окремих середньовічних морських порти Веймут і Мелкомб Реджис. Існує ймовірність, що ще за стародавні часи тут міг бути римський порт, але докази досі не ясні. Офіційно історія міста розпочалася у XII столітті. Веймут зіграв значну роль у поширенні Чорної смерті, заселенні Америки та розвитку Георгіанської архітектури. Це був головний пункт відправлення морського десанту союзників під час їхньої висадки в Нормандії у роки Другої світової війни. До реорганізації місцевого самоврядування у квітні 2019 року Веймут утворив район із сусіднім островом Портленд. Відтоді територією керує Рада Дорсету. Веймут, Портленд і район Пербек входять до парламентського округу Південний Дорсет.
Приморський курорт Веймут і його економіка залежать від туризму. Відвідувачів приваблює його гавань і розташування на півдорозі вздовж узбережжя Юрського періоду, об'єкта Всесвітньої спадщини, важливого завдяки своїй геології та рельєфу. Гавань Веймута, яка колись була портом для поромів через Ла-Манш, тепер є домом для комерційного рибальського флоту, прогулянкових човнів і приватних яхт, а в сусідній гавані Портленда розташована Національна академія вітрильного спорту Веймута та Портленда, де проходили змагання з вітрильного спорту Олімпіади та Паралімпійські ігри 2012 року.
Веймут дав назву Веймуту, штат Массачусетс.